# Atreyu
Atreyu is een Amerikaanse metalcore band. De band bestaat uit zanger Alex Varkatzas, gitaristen Dan Jacobs en Travis Miguel, bassist Marc McKnight en drummer/zanger Brandon Saller. De eerste naam van de band was Retribution, maar ze veranderden later hun naam in Atreyu. Hun naam is afgeleid van een personage uit het boek en gelijknamige film The NeverEnding Story. Hun eerste studioalbum, Suicide notes and butterfly kisses werd uitgebracht in 2002, gevolgd door The curse, A death-grip on yesterday, Lead sails paper anchor, Congegration of the damned, Long live en In our wake.

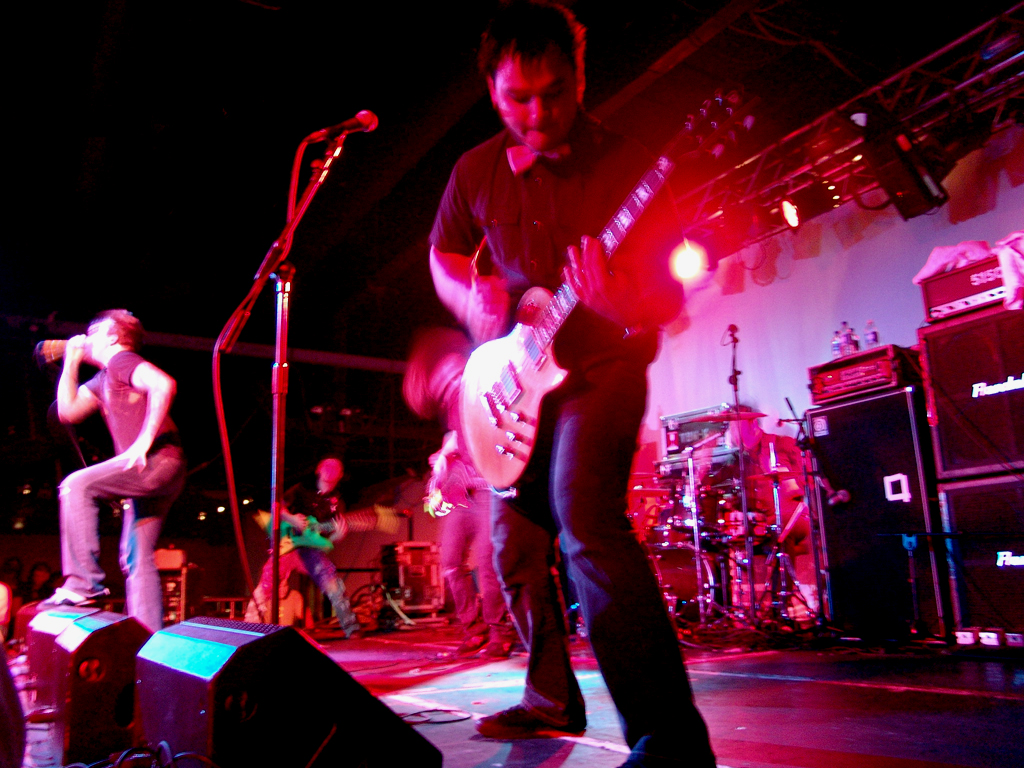
Optreden van Atreyu in 2004

## Bandleden
- Brandon Kyle Saller (zang) 1998 - 2011, 2014 - heden (drums 1998 - 2011, 2014 - 2020)
- Daniel Louis Jacobs (gitaar, achtergrondzang) 1998 - heden
- Travis William Miguel (gitaar) 2001 - 2011, 2014 - heden
- Marc "Porter" McKnight (basgitaar, achtergrondzang) 2004 - 2011, 2014 - heden
- Kyle Rosa (drums) 2020 - heden

## Ex-Bandleden
- Ektor Alexander Varkatzas (zang) 1998 - 2011, 2014-2020
- Brian O'Donnell (basgitaar) 1998
- Kyle Stanley (basgitaar) 1999 - 2001
- Chris Thomson (basgitaar) 2001 - 2004

## Discografie
Studioalbums
- 2002: Suicide Notes and Butterfly Kisses
- 2004: The Curse
- 2006: A Death-Grip on Yesterday
- 2007: Lead Sails Paper Anchor
- 2008: Lead Sails Paper Anchor 2.0
- 2009: Congregation of the Damned
- 2015: Long Live
- 2018: In Our Wake
- 2021: Baptize
- 2023: The Moment You Find Your Flame

Ep's en demo's
- 1998: Visions
- 2001: Fractures in the Facade of Your Porcelain Beauty
- 2006: Atreyu and Dead To Fall-Split
- 2010: Covers of the Damned E.P.